# Ernest Townsend
Ernest Townsend (1 de gener de 1880 – 22 de gener 1944) fou un pintor de retrats de Derby, Anglaterra.
Townsend va estudiar al Derby College of Art, a Heatherleys (Chelsea) i a la Royal Academy. Entre les seves obres notables hi figura un retrat de 1915 de Winston Churchill; aquesta pintura està penjada actualment a les parets del National Liberal Club de Londres.
Townsend fou també escollit per crear un disseny pel sostre de les fàbriques de motors d'aviació de Rolls-Royce a Derby. Les cobertes havien de semblar als bombarders alemanys ser simples cases.

## Primers anys
Ernest Townsend va néixer a Parliament Street a Derby. Fou el més jove dels cinc fills de James Townsend, constructor d'autobusos amb Holmes de Derby (més tard esdevindrien Sanderson & Holmes). La fabricació d'autobusos havia estat una professió practicada per la família de Townsend des d'almenys tres generacions enrere. El pare de James, William, s'havia mudat a Derby des de Bitton, a Gloucestershire, en les darreries dels anys 1850. A l'edat de vuit anys, però, qui cuidava d'Ernest era la seva germana gran.
La seva educació de jove la dugué a terme a l'Abbey Street School, i a l'edat de 14 anys fou aprenent en una firma d'arquitectes, Wright and Thorpe (més tard conegut com a T.H. Thorpe Associates), i feu pràctiques a St James St 23, a Derby. Thomas Harrison Thorpe, el soci més jove, va ser capaç de reconèixer immediatament l'habilitat artística de Townsend i, a més, va desenvolupar una amistat amb ell que duraria tota la vida.

## Heatherleys i la Royal Academy
El bon ull dels seus tutors es va veure justificat ben aviat, i Townsend va deixar l'arquitectura i va començar un curs a temps complet a la Heatherly School of Fine Art de Londres Després va fer un curs de cinc anys a la Royal Academy. Fou estudiant de la School of Painting d'aquesta des del 28 de gener fins al gener de 1907. Entre els seus tutors a l'Academy John Singer Sargent i Lawrence Alma-Tadema. Els seus amics incloïen Aubrey Beardsley, Alfred Munnings, Augustus John i Laura Knight. Townsend va exposar 15 pintures a l'Academy entre 1910 i 1937.
Com que era un estudiant d'art sense massa diners, Ernest vivia amb son germà, William Paulson Townsend, que havia obtingut un màster en disseny a la who had become Royal School of Needlework i era autor i editor de diverses publicacions d'art. Ernest guanyava alguns diners fent treball de disseny per aquestes revistes, en particular per l'Art Worker's Quarterly.
El 1904 Ernest va guanyar la beca Landseer de la royal Academy per pintura de figures i l'any 1905 va guanyar el premi Creswick, també de la Royal Academy, per la seva obra Willows and Weeds, una pintura que més tard fou donada per la seva família al Derby Museum and Art Gallery.

## Retorn a Derby
El 1907 Townsend va deixar Londres. Després d'un temps a París i els Països Baixos va tornar a Derby, on tenia un estudi a Full Street; vivia a la ciutat pròxima de Coxbench. El 1912 Townsend, com els seus amics Alfred Munnings i Laura Knight, va representar a la Gran Bretanya als Jocs Olímpics d'Estocolm presentant unes pintures a l'exhibició d'Art Olímpic.
A l'edat de 25 anys, Townsend va ser encarregat de pintar el seu ex-director de l'School of Art, T.C. Simmonds. Aquesta pintura va ser acceptada més tard per la Royal Academy per la seva exhibició de l'estiu de 1910. Potser va ser el seu èxit el que va fer que li fos encarregat un altre retrat del director del Libraries Museum and Art Gallery Director, William Crowther, quan es va jubilar l'any 1911. De fet se li van fer molts més encàrrecs durant la seva vida; actualment es pot veure un conjunt de retrats exposats a la cambra de l'ajuntament.

### Retrat de Winston Churchill
Townsend va fer un retrat de Winston Churchill l'any 1915, quan aquest era First Lord of the Admiralty. Fou encarregat per un anònim. La pintura es mostra en l'actualitat al National Liberal Club de Londres, tot i que no fou penjat fins a l'any 1944. Churchill no va poder estar en la presentació del quadre l'any 1915 i, quan per fi va estar disponible, ja no era popular al Liberal Club. El retrat va rebre desperfectes i va ser tret de l'exposició pública l'any 1944.

### El Derby Sketching Club
D'igual manera que les Academy Schools tenien la seva colla d'artistes d'elit —Munnings, Knight et al—, també la tenia Derby, tot i que a una escala més petita, amb artistes regionals com Alfred John Keene (conegut per la seva fotografia), S. H. Parkin i Frank Gresley. Aquests i un nombre d'artistes menys coneguts però igualment competents es van conèixer gràcies al Derby Sketching Club, al qual Townsend es va sentir atret ben aviat. De fet, va ser soci durant tota la seva vida, i va conèixer el seu patró, Alfred E. Goodey, en el club.
Al Derby Sketching Club també hi va conèixer Peter Campbell i el seu fill Percy. Peter s'havia mudat des de Stockton-on-Tees per treballar per la Bemrose Company com artista comerciat, tot i que final es va convertir en freelance. Campbell va fabricar molt per la Midland Railway. L'amistat va fer que Ernest fos convidat a casa de Campbell, a Havelock Road (Derby). Els tres junts compartient no només un interès per l'art sinó també per la música amateur. Més tard se'ls va afegir la filla de Peter, Doris, que era una pianista i que va complementar el violí de son pare i la veu de baríton de Townsend. Doris també era membre del Derby Sketching Club. Townsend es va casar amb Doris Campbell el 30 de desembre de 1912 a la St James' Church de Clapham.

## Segona Guerra Mundial
Quan Townsend va morir el 1944, alguns van dir que havia estat a causa que tenia massa treball. Havia estat molt ocupat durant la guerra creant disseny que podrien ser usats per camuflar les fàbriques de motors d'avió de la companyia Rolls-Royce a Derby. Aquestes fàbriques feien motors Rolls-Royce Merlin que formaven part dels caces Supermarine Spitfire i del Hawker Hurricane. Gràcies a les seves habilitats va aconseguir que la fàbrica semblés des de l'aire que no era més que un poblet.
El 1944 la Derby Art Gallery va fer una exposició en honor seu. El Derby Museum and Art Gallery encara acull una extensa col·lecció d'obres seves, tot i que no estan en exposició permanent; n'hi ha una a la casa pública Standing Order a Derby. La mort de Townsend l'any 1944 significa que les seves obres no estaran en domini públic fins a l'any 2014.

## Obres principals
- Exeter Bridge, Derby
- Derby Fish Market by Night
- Winston Churchill, 1915
- Scene in Market Place during Gun Week, 18 al 23 de novembre de 1918
- A Glimpse of Derby Market Place on Carnival Day, 1926
- Hospital Carnival Day, 1935[7]

## Exposicions a la Royal Academy
Exhibicions d'Ernest Townsend a la Royal Academy durant l'època 1910-1937:
- 1910 T C Simmonds Esq
- 1913 Arthur Smith Esq
- 1915 "And battle, death and destiny roll-on, while loving hearts beat anxiously at home."
- 1916 A Native of Derbyshire & The Studio Doorway
- 1917 The Attic Stairs & A Derbyshire Cottage
- 1918 Gossip & Summer Morning
- 1919 The Balloon Man
- 1927 A Balloon Shop
- 1932 Hanna
- 1933 Schoolboy's Holiday
- 1934 T Harrision Thorpe Esq
- 1937 Carnival Day in Derby